# 貝利鎮區 (北卡羅萊納州納什縣)
貝利鎮區（英語：Bailey Township）是位於美國北卡羅萊納州納什縣的一個鎮區。

## 地方資料
貝利鎮區的面積為81.58平方千米，皆為陸地。根據2020年美國人口普查的數據，當地共有人口4404人，而人口密度為每平方千米53.98人。